# Herzog von Escalona

Wappen der Herzöge von Escalona

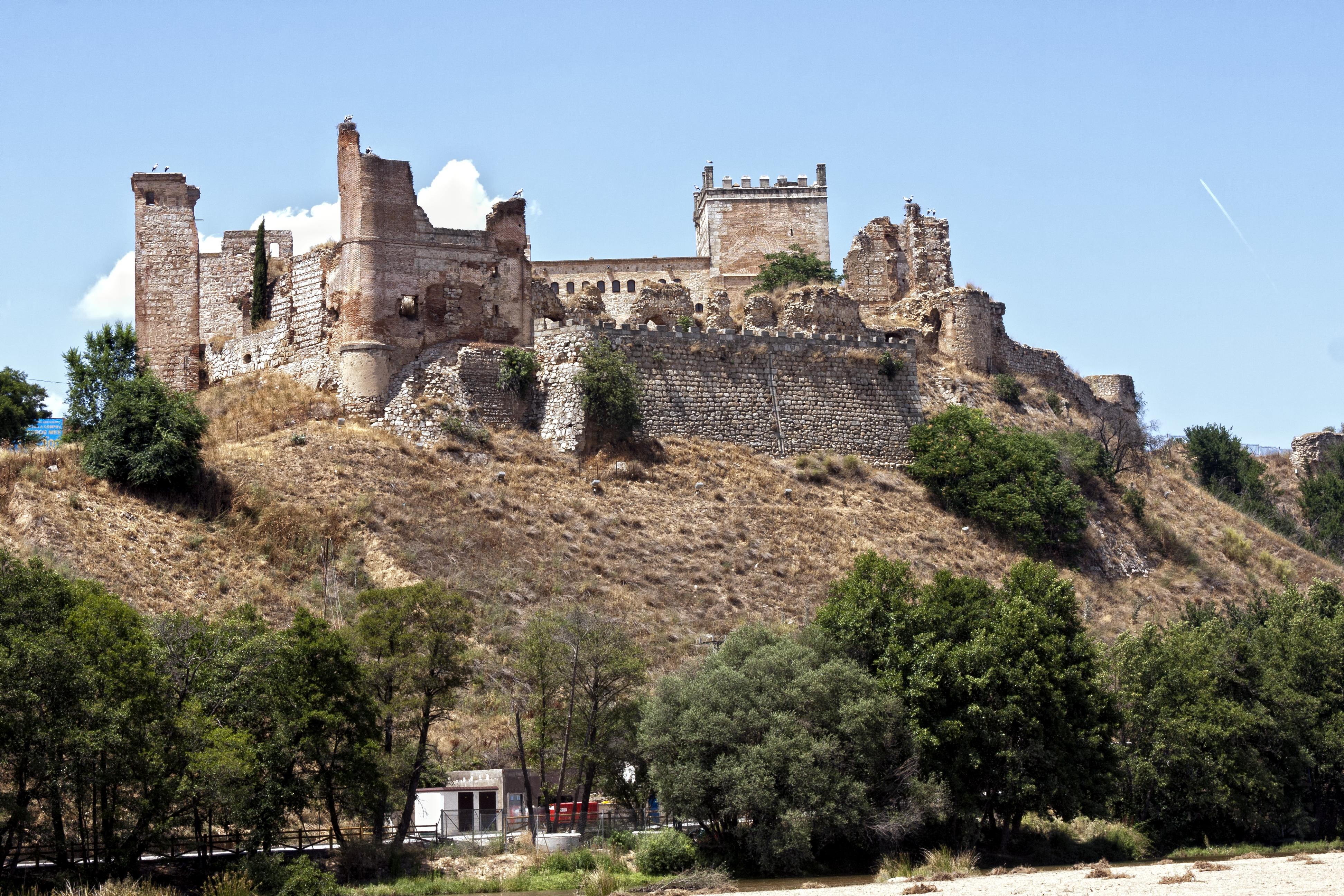
Castillo de Escalona

Der Titel Herzog von Escalona ist ein spanischer Adelstitel, der mit der Stadt Escalona in der Provinz Toledo verknüpft ist. Er wurde im Jahr 1472 an Juan Pacheco aus der Familie Téllez-Girón verliehen, dessen Nachkommen den Titel noch heute tragen.
Die bekanntesten Herzöge von Escalona sind
- Diego Fernández Pacheco, 7. Duque de Escalona, und 1640–1642 Vizekönig von Neuspanien, und dessen Sohn
- Juan Manuel Fernández Pacheco, 8. Duque de Escalona, unter anderem der letzte spanische Vizekönig von Neapel

## Herren von Escalona
- Manuel von Kastilien (* 1234; † 1283), Sohn des Königs Ferdinand III., Señor de Escalona, Peñafiel y Villena, 1258/75 Alférez Mayor von Kastilien (Haus Burgund-Ivrea)
- Juan Manuel von Kastilien (* 1282; † 1348), dessen Sohn, Señor de Villena, Escalona y Peñafiel
- Fernando Manuel (* 1330/35; † nach 1350), dessen Sohn, Señor de Villena, Escalona, Peñafiel, Cartagena, Lorca y Elche,
- Blanca Manuel de Villena (* nach 1346; † 1361), dessen Tochter, Señora de Villena, Escalona, Peñafiel, Cartagena, Lorca y Elche
- Juana Manuel (* 1339; † 27. März 1381), Tochter von Juan Manuel, Señora de Villena, Escalona y Peñafiel, 1370 Señora de Lara y Vizcaya; ⚭ 27. Juli 1350 Heinrich (Enrique) II., Conde de Trastamara etc., 1369 König von Kastilien († 30. Mai 1379)

## Herzöge von Escalona
- Juan Pacheco (1419–1474), 1. Duque de Escalona, Sohn von Alonso Téllez-Girón und María Pacheco
- Diego López Pacheco (1456–1529), dessen Sohn, 2. Duque de Escalona
- Diego López Pacheco (1503–1556), dessen Sohn, 3. Duque de Escalona
- Francisco (López) Pacheco (1532–1574), dessen Sohn, 4. Duque de Escalona
- Juan Fernández Pacheco (1563–1615), dessen Sohn, 5. Duque de Escalona, 1607–1610 Vizekönig von Sizilien
- Felipe Juan Fernández Pacheco (1596–1633), dessen Sohn, 6. Duque de Escalona
- Diego (Roque) Fernández (López) Pacheco (1599–1653), dessen Bruder, 7. Duque de Escalona, 1640–1642 Vizekönig von Neuspanien
- Juan Manuel Fernández (López) Pacheco (1650–1725), dessen Sohn, 8. Duque de Escalona, 1691–1692 Vizekönig von Navarra, 1693–1694 Vizekönig von Katalonien, 1693–1695 Vizekönig von Aragón, 1701–1702 Vizekönig von Sizilien, 1702–1707 letzter Vizekönig von Neapel
- Mercurio López Pacheco (1679–1738), dessen Sohn, 9. Duque de Escalona, Marqués de Aguilar de Campóo
- Andrés López Pacheco (1710–1746), dessen Sohn, 10. Duque de Escalona
- Juan Pablos López Pacheco (1716–1751), dessen Bruder, 11. Duque de Escalona
- Felipe López Pacheco y de la Cueva (1727–1798), 12. Duque de Escalona, Neffe des 9. Herzogs
- Diego Pacheco Téllez-Girón y Velasco (1754–1811), 13. Duque de Escalona, Nachkomme des 1. Herzogs
- Bernardino Fernández de Velasco (1783–1861), dessen Sohn, 14. Duque de Escalona
- Francisco de Borja Téllez-Girón López (Pacheco) y Fernández de Velasco, dessen Enkel, 15. Duque de Escalona
- Mariano Téllez-Girón y Fernández de Córdoba, dessen Sohn, 16. Duque de Escalona
- Gabino de Martorell y Téllez-Girón, dessen Neffe, 17. Duque de Escalona
- María de la Soledad de Martorell y Castillejo, dessen Nichte, 18. Duquesa de Escalona
- Francisco de Borja de Soto y Martorell, deren Sohn, 1971 19. Duque de Escalona
- (Francisco de) Borja de Soto y Moreno-Santamaría, dessen Sohn, 1998 20. Duque de Escalona